# Microjassa boreopacifica
Microjassa boreopacifica är en kräftdjursart som beskrevs av Chris Conlan 1995. Microjassa boreopacifica ingår i släktet Microjassa och familjen Ischyroceridae. Inga underarter finns listade i Catalogue of Life.